# Arthur Moeller van den Bruck
Arthur Moeller van den Bruck (Solingen, 23 de abril de 1876 – Berlim, 30 de maio de 1925) foi um historiador e escritor alemão, mais conhecido por seu controverso livro publicado em 1923 Das Dritte Reich (O Terceiro Reich), que promovia o nacionalismo alemão e que exerceu uma forte influência sobre o nazista Partido Nacional Socialista dos Trabalhadores Alemães. De 1906 a 1922, ele também publicou a primeira tradução completa em alemão, das obras de Dostoievski.

## Biografia
Arthur Moeller van den Bruck (também Moeller-Bruck) nasceu em Solingen em 1876, filho de Ottomar Moeller e Elisabeth van den Bruck.
Ele foi expulso de um ginásio (um tipo de escola secundária alemã), por sua indiferença com os seus estudos. O jovem Moeller van den Bruck acreditava que a literatura alemã e a filosofia, particularmente as obras de Nietzsche, forneceriam uma educação mais vital. Mais tarde, ele continuou seus estudos por conta própria em Berlim, Paris e Itália.

## Obra-prima política:O Terceiro Reich
Em 1923 foi publicado seu livro Das Dritte Reich (O Terceiro Reich). O livro contém uma crítica radical ao regime partidário, ao qual é atribuída toda a miséria. Apenas um terceiro partido, formado pelos conservadores do novo espírito, queria o Terceiro Reich.
Não há referência no livro ao arauto medieval de um Terceiro Reich, Joaquim de Fiore. Sob o Primeiro Reich, ele resumiu o Sacro Império Romano da Nação Alemã, como o Segundo Reich ele caracterizou o Império Alemão, que é referido como um império intermediário. O futuro Terceiro Reich seria o Reich da unificação da Grande Alemanha e o Reich da pacificação da sociedade interna, o Reich da realização dos valores alemães. Por um lado é o Reich que o nacionalismo alemão construirá no futuro próximo, mas por outro lado é também a promessa para o povo alemão que nunca será totalmente redimida, o Fim do Reich. O título do livro tornou-se o slôgane do nacional-socialismo, que acabou sendo completamente separado do conteúdo real da obra.

## Obras selecionadas
- Tschandala Nietzsche, Berlin/Leipzig 1899.
- Die Zeitgenossen: Die Geister – die Menschen. 1906.
- Verirrte Deutsche. Inhalt: Vom Deutschen und vom Problematischen – Johann Christian Günther – Jakob Michael Reinhold Lenz – Maximilian Klinger – Christian Dietrich Grabbe – Georg Büchner – Hermann Conradi – Peter Hille. Minden in Westfalen, Bruns [ca. 1910]
- Führende Deutsche. Ulrich von Hutten / Martin Luther / Der Große Kurfürst / Schiller / Bismarck / Nietzsche. (Die Deutschen. Unsere Menschengeschichte, Bd. 2)
- Verschwärmte Deutsche. Vom Mystischen. Meister Eckehart / Theophrastus Paracelsus / Jakob Böhme / Angelus Silesius / Friedrich Hölderlin / Novalis / Gustav Theodor Fechner / Alfred Mombert. (Die Deutschen, Bd. 3). J. C. C. Bruns Verlag, Minden in Westfalen o. J. (ca. 1910)
- Lachende Deutsche. Vom Humoristisch-Heroischen. Matthias Grünewald und Rembrandt van Rijn. Hans Sachs und Grimmelshausen. Jean Paul und E. T. A. Hoffmann. Arnold Böcklin und Detlev von Liliencron. Lachende Ewigkeit. (Die Deutschen. Unsere Menschengeschichte, Bd. 8). J. C. C. Bruns’ Verlag, Minden in Westfalen o. J. (ca. 1910)
- und noch vier weitere Themenbände über bekannte Deutsche; auch Einzelabdrucke als Reclam-Heft.
- Im Kampf um die Kunst. Die Antwort auf den „Protest Deutscher Künstler“. Mit Beiträgen deutscher Künstler, Galerieleiter, Sammler und Schriftsteller. Piper, München 1911 (Sammelband gegen Carl Vinnens Protestschrift)
- Die italienische Schönheit. 1913.
- Der preußische Stil. Korn, München 1953. (Das erstmals 1914 erschienene Hauptwerk Moellers über Kunst und Architektur der Region)
- Belgier und Balten. (In: Ernst Jäkh (Hrsg.): Der Deutsche Krieg, Politische Flugschriften, 59. Heft). Deutsche Verlags-Anstalt, Stuttgart / Berlin 1915
- Daniel Defoe: Glück und Unglück der berühmten Moll Flanders. Aufgezeichnet nach ihren eigenhändig niedergeschriebenen Memoiren. Zum ersten Male ins Deutsche übertragen von Hedda und Arthur Moeller van den Bruck. Borngräber, Berlin (1918)
- Das Recht der jungen Völker. 1919 (Gegen den Versailler Vertrag)
- Das dritte Reich. Ring Verlag, Berlin 1923, drei Auflagen zu Lebzeiten, zuletzt 1985
- Paul Herre, Kurt Jagow (Hrsg.): Politisches Handwörterbuch. Koehler, Leipzig 1923 (Mitarbeit)
- Jedes Volk hat seinen eigenen Sozialismus. Verlag Gerhard Stalling, Oldenburg i.O. 1931.
- Das ewige Reich (1933), Herausgeber: Hans Schwarz. Wilhelm Gottlieb Korn, Breslau[5]
- Der politische Mensch (1933) Herausgeber: Hans Schwarz. Wilhelm Gottlieb Korn, Breslau (Ausgewählte Aufsätze aus der Zeitschrift Das Gewissen 1919–1923)
- Sozialismus und Außenpolitik (1933); Herausgeber: Hans Schwarz. Wilhelm Gottlieb Korn, Breslau (Fast alles Aufsätze aus der Zeitschrift Das Gewissen 1919–1923)